# Juan Pablo Lugrin
Juan Pablo Lugrin (José C. Paz, Buenos Aires, 5 de noviembre de 1996) es un baloncestista profesional argentino que juega en la posición de escolta para el San Miguel de La Liga Federal, la tercera división del baloncesto profesional argentino.

## Trayectoria
Lugrin comenzó a jugar al baloncesto en el club El Porvenir de José C. Paz, pasando luego a Los Indios de Moreno hasta ser reclutado finalmente por Obras Basket en 2011. Hizo su debut en la Liga Nacional de Básquet en diciembre de 2013. 
Buscando más oportunidades para jugar, fichó en enero de 2016 con Comunicaciones de Mercedes, club que se encontraba disputando el Torneo Nacional de Ascenso. Pasó luego a Platense, otro equipo del TNA en el que se consolidó como titular y consiguió el ascenso en 2019. En ese periodo jugó baloncesto 3x3 en el equipo de UNLAM, con el cual en 2017 conquistaría el Panamericano FISU 3x3 en Argentina y jugaría en la Liga Mundial FISU 3x3 en China.
Tras ese logro, Lugrin permaneció en la segunda división del baloncesto profesional argentino jugando para Parque Sur de Concepción del Uruguay y para Deportivo Norte de Armstrong.
En enero de 2025 se unió a San Miguel de La Liga Federal.

### Clubes
| Club            | País      | Año             |
| --------------- | --------- | --------------- |
| Obras Basket    | Argentina | 2013 - 2015     |
| Comunicaciones  | Argentina | 2016            |
| Platense        | Argentina | 2016 - 2019     |
| Parque Sur      | Argentina | 2019 - 2020     |
| Deportivo Norte | Argentina | 2020 - 2023     |
| Unitarios       | Argentina | 2023 - 2024     |
| San Miguel      | Argentina | 2025 - Presente |

## Selección nacional
Lugrin fue miembro de los seleccionados juveniles de baloncesto de Argentina, llegando a formar parte del plantel que disputó Campeonato FIBA Américas Sub-18 de 2014 entre otros torneos.
En 2014 fue parte del equipo Sub-18 que obtuvo la medalla de bronce en el torneo de baloncesto 3×3 de los Juegos Olímpicos de la Juventud en Nankín.